# 承和昌宝

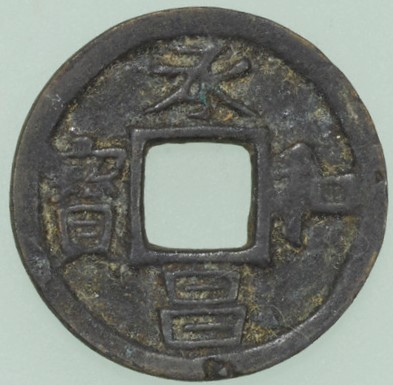
承和昌宝（東京国立博物館所蔵）

承和昌宝（承和昌寳、じょうわしょうほう）は、835年（承和2年）正月から、日本で鋳造、発行された銭貨（『続日本後紀』）。元号を銭文に冠した日本最初の貨幣とされる（和同開珎に関しては、元号の「和銅」との関連性について様々な説がある）。皇朝十二銭の6番目に発行された貨種である。

## 始鋳と流通
独立行政法人造幣局の資料によると、承和昌宝の始鋳年は承和2年（835年）、材質は銅、量目2.93g、直径18.9-22.5mm、銅分70.50%である。「承和昌寳」の銭文は、菅原清公と藤原緒嗣が書いたものとされる。ただ、皇朝十二銭のうち平安遷都後の9貨種は質の低下により文字が不鮮明になるなど安定していない。一方で承和昌宝以後の銭貨は大きさについて一定した水準が保たれ、また品質も寛平大宝まではほぼ同様の傾向であることから、承和昌宝が貨幣鋳造の新しい品質基準とされたとする見方もある。
『続日本後記』によると承和昌宝は仁明天皇の時代の承和2年（835年）1月22日に発行された。発行理由は富寿神宝の発行から時間が経過して価値が下落したためと記録されている。
承和6年（839年）仁明天皇に召されて、伴雄堅魚と伴須賀雄が対局した際、1局につき承和昌宝4貫文を賭けたと記録されている。